# Emisum
Emisum of Iemṣium (geschreven als e-mi-zum of e-me-zum) was volgens de koningslijst ca. 2004-1977 v.Chr. de tweede koning van het rijk van Larsa.

Er is echter nog minder over hem bekend dan van zijn voorganger op de lijst, Naplanum. Er zijn geen jaarnamen of koninklijke inscripties en zijn naam wordt niet genoemd onder de zonen van de man die zijn voorganger geweest zou zijn. Wel is Iemṣium een Amoritische naam, maar het is bekend dat de koningslijst pas in de tijd van Samsu-iluna van Babylon samengesteld is en men in die tijd eropuit was om zich als de legitieme opvolgers van de Amorieten voor te stellen. 
De tijd dat Iemṣium geregeerd zou hebben valt in de eerste decennia na de val van Ur en dat is een duistere periode in de geschiedenis van Mesopotamië.  Išbi-Irra van Isin slaagde er weliswaar in Ur na een jarenlange Elamitische bezetting te bevrijden, maar het land was in chaos.
Er zijn twee teksten, uit de jaren 15 en 32 van Išbi-Irra waarin ene Iemṣium genoemd wordt, samen met  Abda-El en zijn zoon Ušašum. De laatste was door huwelijk aan de vorsten van Ešnunna verwant. De genoemde Iemṣium kreeg een gift van Išbi-Irra, wat zijn hoge status bevestigt. Er is echter geen enkele verwijzing naar Larsa.
Daarmee blijft een koning Iemṣium van Larsa een onduidelijke en onbevestigde figuur.